# Гассе Бер'єс
Гассе Бер'єс  (швед. Hasse Börjes, 25 січня 1948) — шведський ковзаняр, олімпійський медаліст.

## Виступи на Олімпіадах
| Олімпіада     | Дисципліна | Місце |
| ------------- | ---------- | ----- |
| Гренобль 1968 | 500 м      | =15   |
| Саппоро 1972  | 500 м      | 2     |

## Зовнішні посилання
- Досьє на sport.references.com [Архівовано 6 січня 2009 у Wayback Machine.]

1. ↑  http://sok.se/idrottare/idrottare/h/hasse-borjes.html — SOK.